# Guyana ai Giochi della XX Olimpiade
La Guyana partecipò ai Giochi della XX Olimpiade che si sono svolti a Monaco di Baviera dal 26 agosto all'11 settembre 1972, con una delegazione di tre atleti impegnati in due discipline: pugilato e ciclismo. Fu la settima partecipazione di questo paese ai Giochi estivi. Non fu conquistata nessuna medaglia.